# Hebezeug

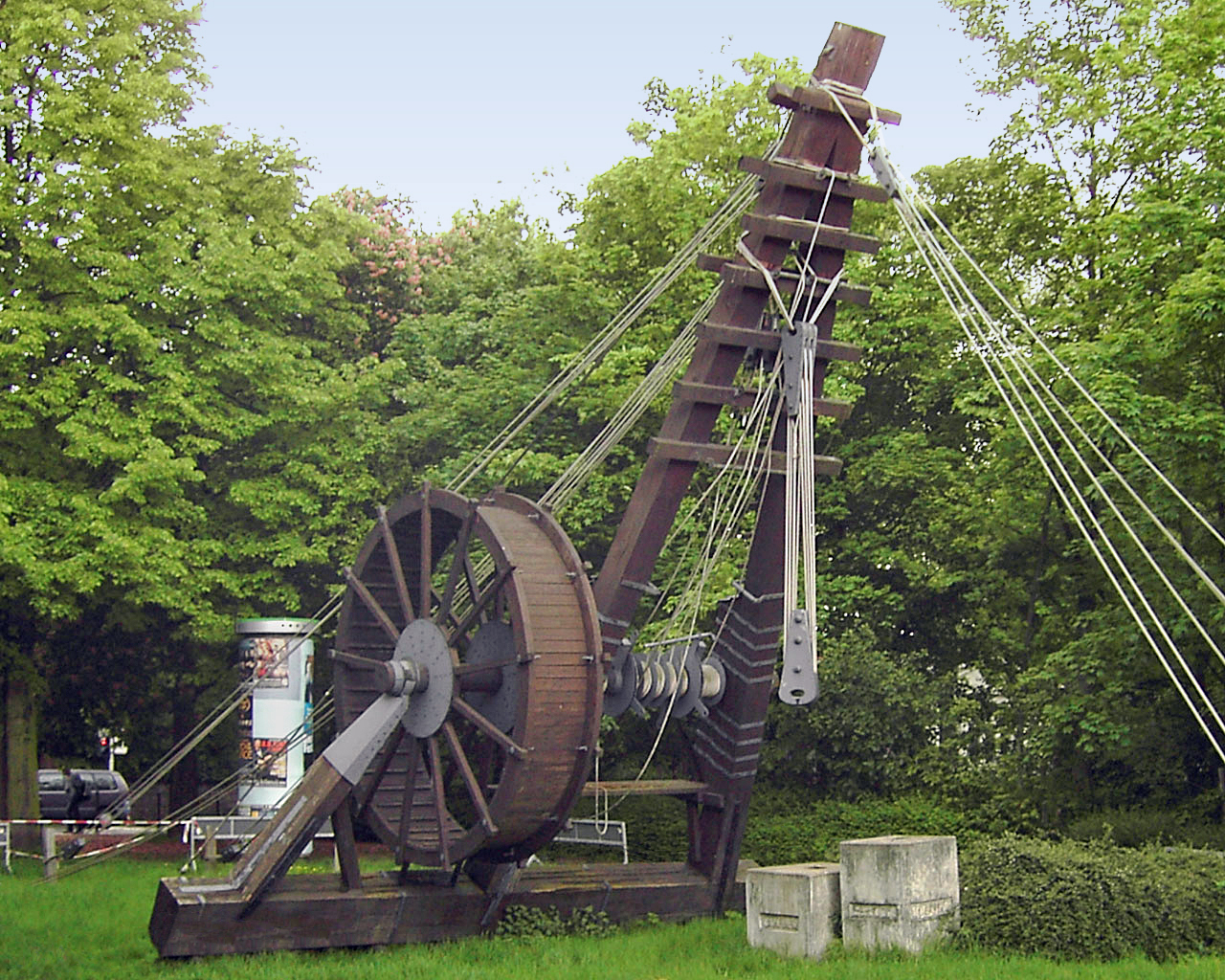
Rekonstruierter Kran aus der Zeit des Römischen Reiches, der 1989 in Bonn anlässlich der 2000-Jahr-Feier aufgestellt wurde.

Als Hebezeug (auch Hebewerk) werden Geräte zum Heben und Bewegen von Lasten bezeichnet. Dabei wird die Last – im Gegensatz zu Aufzügen – nicht fest geführt, sondern freischwebend oder mitschwebend gehoben.

## Umfang

Beispiel für einen Elektroseilzug

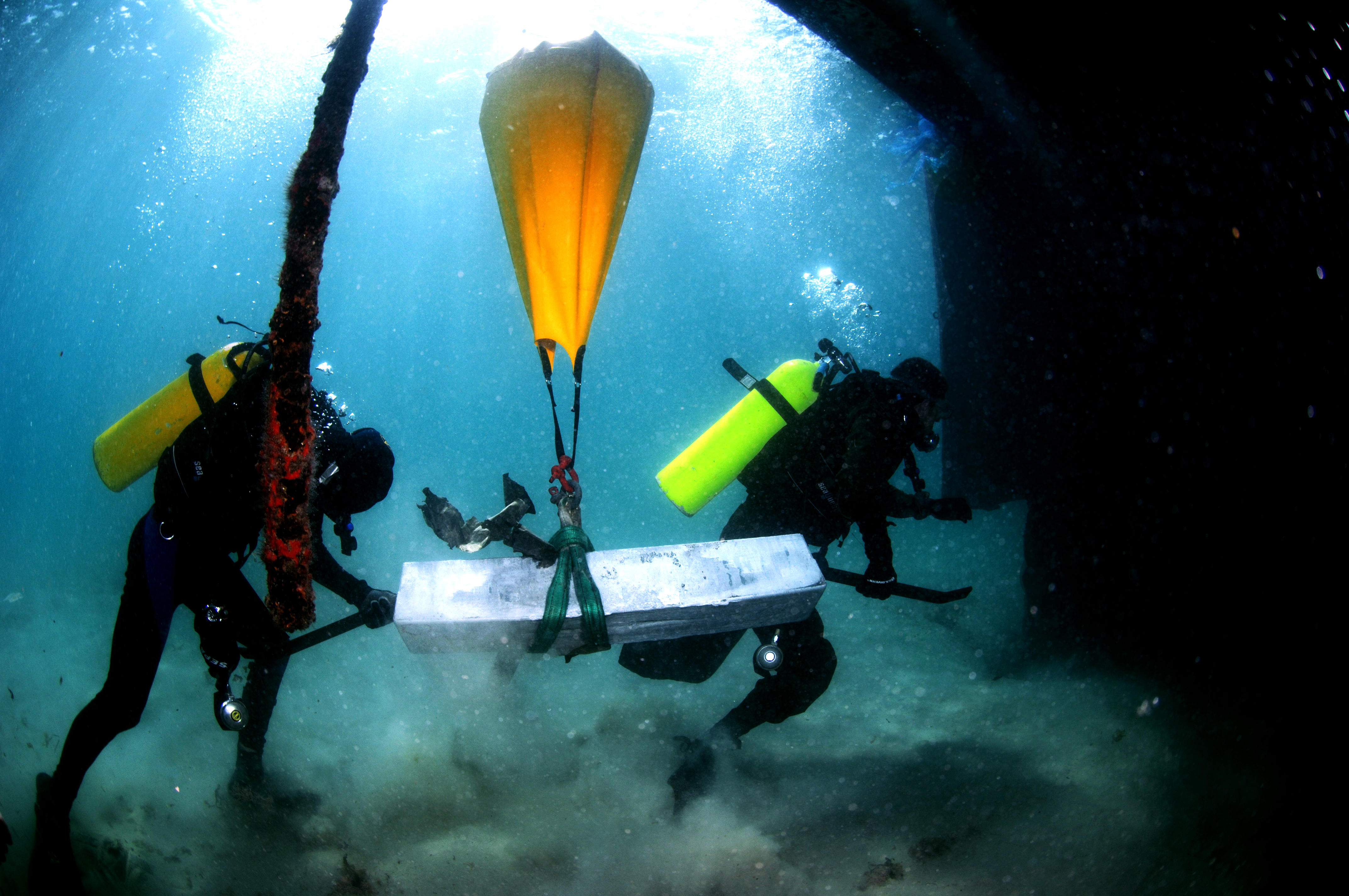
Hebesack für den Einsatz unter Wasser

Zur Gruppe der Hebezeuge zählen somit eine Vielzahl an Geräten, die zum Anheben und Bewegen von Lasten eingesetzt werden können:
- Hebebaum
- Hebebühne
- Hebelade
- Hebelzug
- Hubbrücke
- Hubwerk
- Kettenzug
- Kran
- Ladebaum
- Laufkatze
- Seilzug, insbesondere der modulare Seilzug
- Wagenheber
- Winde
- Gabelstapler
- Mehrzweckzug

## Anschlagmittel
Als Hebezeug gelten bei manchen Autoren auch die Anschlagmittel und -ketten. Die Ketten werden in der Sondergüte Grad 80, Grad 100 und Grad 120 gefertigt, sind mit Prüfzeugnissen dokumentiert und müssen vom Anwender gemäß den Unfallverhütungsvorschriften (UVV) und den Regeln der Berufsgenossenschaft für Holz und Metall (BGHM) vor der ersten Inbetriebnahme, in regelmäßigen Abständen und in besonderen Fällen (Außerordentliche Prüfung) von Sachkundigen geprüft werden. Ein weiteres Hebezeug ist die Hebegurtschlinge.

## Berufsbild
Den zur Thematik passenden Beruf nennt man Hebezeugetechniker, der jedoch keine in Deutschland geschützte Berufsbezeichnung darstellt.

## Geschichte

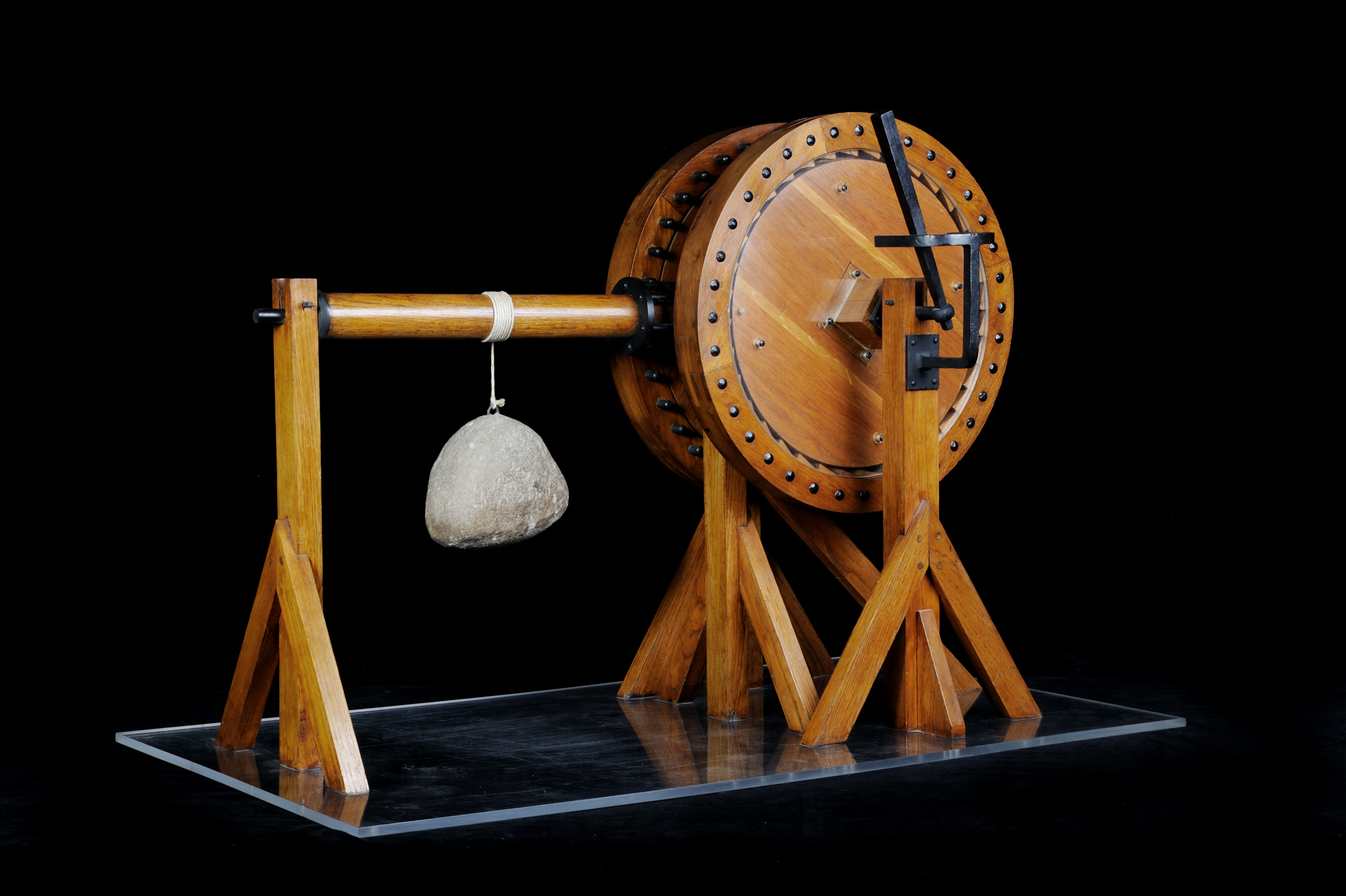
Hebezeug von Leonardo da Vinci (Codex Atlanticus, f. 30v., 1480 ca.). Rekonstruktion, Museo nazionale della scienza e della tecnologia Leonardo da Vinci, Mailand.

Die Entwicklungsgeschichte reicht bis zur Zeit des Pyramidenbaus und weiter in die Steinzeit zurück. Zu Dokumentationszwecken entstand in Herbede das Hebezeug-Museum. Einer der ältesten Hersteller von Hebezeugen ist J.D. Neuhaus, ein traditionsreiches Unternehmen aus Witten, Deutschland, das bereits seit 1745 Hebezeuge produziert.